# Keysville (Geòrgia)
Keysville és una població dels Estats Units a l'estat de Geòrgia. Segons el cens del 2000 tenia 180 habitants.

## Demografia
Segons el cens del 2000, Keysville tenia 180 habitants, 45 habitatges, i 35 famílies. La densitat de població era de 46,6 habitants/km².
Dels 45 habitatges en un 31,1% hi vivien nens de menys de 18 anys, en un 37,8% hi vivien parelles casades, en un 31,1% dones solteres, i en un 22,2% no eren unitats familiars. En el 17,8% dels habitatges hi vivien persones soles l'11,1% de les quals corresponia a persones de 65 anys o més que vivien soles. El nombre mitjà de persones vivint en cada habitatge era de 2,67 i el nombre mitjà de persones que vivien en cada família era de 3.
Per edats la població es repartia de la següent manera: un 18,9% tenia menys de 18 anys, un 5% entre 18 i 24, un 18,9% entre 25 i 44, un 17,8% de 45 a 60 i un 39,4% 65 anys o més.
L'edat mediana era de 50 anys. Per cada 100 dones de 18 o més anys hi havia 47,5 homes.
La renda mediana per habitatge era de 21.167 $ i la renda mediana per família de 21.324 $. Els homes tenien una renda mediana de 20.833 $ mentre que les dones 14.063 $. La renda per capita de la població era de 7.970 $. Entorn del 45,2% de les famílies i el 61,1% de la població estaven per davall del llindar de pobresa.

## Poblacions properes
El següent diagrama mostra les poblacions més properes.